# ريك سينا
ريك سينا هو لاعب كرة قدم برازيلي في مركز الوسط، ولد في 6 أغسطس 1997 في أراغوينا في البرازيل. لعب مع نادي كروزيرو.